# 菲利普·贝特洛
菲利普·贝特洛（法語：Philippe Berthelot，1866年10月9日—1934年11月22日），是法兰西第三共和国时期的外交官、共和派政治人物。贝特洛在1889年开始从事外交领域的工作，1904年进入外交部供职。一战后他被授予大使衔，并于1920年9月至1933年2月期间担任外交部秘书长，他在任内参与了缔结《洛迦诺公约》和《非战公约》的谈判。